# Love Generation
Love Generation is een succesvolle single van Bob Sinclar. Deze plaat stond 39 weken lang genoteerd in de Vlaamse Ultratop 50, alleen Rood van Marco Borsato stond nog langer genoteerd (46 weken) in de geschiedenis van de hitlijst. In Nederland haalde het nummer een tweede plaats en stond 25 weken genoteerd.
Het nummer is zo succesvol door zijn vrolijke, opzwepende melodie (het steeds terugkerende "pam pam pararam pam pararam" en fluitmelodie). De single werd ingezongen door Gary Pine. Normaal zou Sinclar iemand anders kiezen voor het nummer omdat Pine erg veel geld vroeg. Maar Sinclar bedacht zich en geloofde dat het nummer ingezongen door Pine weleens een dikke hit zou kunnen worden.

## Hitnoteringen

### Nederlandse Top 40
| Positie: | 35 | 14 | 9  | 6  | 6  | 3  | 2  | 2  | 2  | 2  | 4  | 5  | 7   |
| Week:    | 14 | 15 | 16 | 17 | 18 | 19 | 20 | 21 | 22 | 23 | 24 | 25 |     |
| Positie  | 8  | 8  | 9  | 11 | 17 | 18 | 21 | 21 | 25 | 37 | 37 | 37 | uit |

### NederlandseSingle Top 100
| Positie: | 31 | 16 | 7  | 6  | 4  | 3  | 4  | 5  | 6  | 7  | 6  | 6  | 7  | 8   |
| Week:    | 15 | 16 | 17 | 18 | 19 | 20 | 21 | 22 | 23 | 24 | 25 | 26 | 27 |     |
| Positie  | 4  | 9  | 12 | 19 | 24 | 34 | 50 | 42 | 47 | 55 | 59 | 67 | 77 | uit |

### VlaamseUltratop 50
| Hitnotering: 24-09-2005 t/m 24-06-2006 | Hitnotering: 24-09-2005 t/m 24-06-2006 | Hitnotering: 24-09-2005 t/m 24-06-2006 | Hitnotering: 24-09-2005 t/m 24-06-2006 | Hitnotering: 24-09-2005 t/m 24-06-2006 | Hitnotering: 24-09-2005 t/m 24-06-2006 | Hitnotering: 24-09-2005 t/m 24-06-2006 | Hitnotering: 24-09-2005 t/m 24-06-2006 | Hitnotering: 24-09-2005 t/m 24-06-2006 | Hitnotering: 24-09-2005 t/m 24-06-2006 | Hitnotering: 24-09-2005 t/m 24-06-2006 | Hitnotering: 24-09-2005 t/m 24-06-2006 | Hitnotering: 24-09-2005 t/m 24-06-2006 | Hitnotering: 24-09-2005 t/m 24-06-2006 | Hitnotering: 24-09-2005 t/m 24-06-2006 | Hitnotering: 24-09-2005 t/m 24-06-2006 | Hitnotering: 24-09-2005 t/m 24-06-2006 | Hitnotering: 24-09-2005 t/m 24-06-2006 | Hitnotering: 24-09-2005 t/m 24-06-2006 | Hitnotering: 24-09-2005 t/m 24-06-2006 | Hitnotering: 24-09-2005 t/m 24-06-2006 |
| Week:                                  | 1                                      | 2                                      | 3                                      | 4                                      | 5                                      | 6                                      | 7                                      | 8                                      | 9                                      | 10                                     | 11                                     | 12                                     | 13                                     | 14                                     | 15                                     | 16                                     | 17                                     | 18                                     | 19                                     | 20                                     |
| -------------------------------------- | -------------------------------------- | -------------------------------------- | -------------------------------------- | -------------------------------------- | -------------------------------------- | -------------------------------------- | -------------------------------------- | -------------------------------------- | -------------------------------------- | -------------------------------------- | -------------------------------------- | -------------------------------------- | -------------------------------------- | -------------------------------------- | -------------------------------------- | -------------------------------------- | -------------------------------------- | -------------------------------------- | -------------------------------------- | -------------------------------------- |
| Positie:                               | 35                                     | 5                                      | 3                                      | 1                                      | 1                                      | 1                                      | 1                                      | 1                                      | 1                                      | 2                                      | 2                                      | 2                                      | 1                                      | 1                                      | 3                                      | 3                                      | 4                                      | 5                                      | 6                                      | 7                                      |
| Week:                                  | 21                                     | 22                                     | 23                                     | 24                                     | 25                                     | 26                                     | 27                                     | 28                                     | 29                                     | 30                                     | 31                                     | 32                                     | 33                                     | 34                                     | 35                                     | 36                                     | 37                                     | 38                                     | 39                                     |                                        |
| Positie                                | 7                                      | 8                                      | 9                                      | 17                                     | 19                                     | 18                                     | 23                                     | 30                                     | 34                                     | 38                                     | 48                                     | 46                                     | 47                                     | 48                                     | 42                                     | 43                                     | 46                                     | 46                                     | 46                                     | uit                                    |